# Wilhelm de Shàrengrad
Fredrik Wilhelm Carl de Shàrengrad, född 16 november 1870 i Malmö, död 21 december 1955 i Lomma, var en svensk ingenjör och industriman.
Wilhelm de Shàrengrad var son till hovfotografen i Malmö Carl de Shàrengrad (1834–1878) och Cathinka Heering (död 1886). Fadern kom från Kroatien och hade kommit till Sverige på 1860-talet. Efter föräldrarnas tidiga bortgång blev Rudolf Fredrik Berg förmyndare för barnen.
Efter avgångsexamen från Tekniska elementarskolan i Malmö 1889 studerade de Shàrengrad vid tekniska högskolan i Berlin 1889–1891, bedrev fackstudier hos Carl Heintzel i Lüneburg och var speciallaborator för cementkemi 1891–1892. Efter att ha varit direktörsassistent vid Wickingsche Portlandcement und Wasserkalk-Werke i Lengerich, Westfalen, 1892–1895 var han chef för Skånska Cement AB:s fabrik vid Lomma 1896–1916, verkställande direktör för Skandinaviska Eternit AB i Lomma 1906–1938 och verkställande direktör för Svenska Cementförsäljnings AB i Malmö 1916–1940.
Wilhelm de Shàrengrad var medredaktör i Nordisk tidsskrift for Lervare- og Stenindustri 1903–1906, för Lerindustrien 1907 och för Tegel 1911–1915. Han var ordförande i Allmänna arbetsgivareföreningen i Malmö från 1908, i Svenska byggnadsämnesförbundet i Malmö 1908–1941, styrelseledamot i Svenska arbetsgivareföreningen i Stockholm 1912–1942, vice ordförande i dess fullmäktige 1935–1942, landstingsman 1914–1919, ordförande i Malmöhus läns vägnämnd 1923–1937, i Kungliga Automobilklubbens skåneavdelning 1914–1922 och 1926–1932, konsul för Lettland 1927–1929, för Italien från 1929, ordförande i styrelsen för Tekniska läroverket i Malmö 1929–1933, i Svenska Cementföreningen 1931–1940 och i Corps Consulaires Skåneavdelning från 1937. Han är begravd på Lomma Kapellkyrkogård.
Wilhelm de Shàrengrad var gift med Marianne Thiel (1877–1952). Deras dotter Asta (1903–1952) var gift med Arnold Gahrton och mor till Gösta och Per Gahrton. Sonen Harald de Shàrengrad var arkitekt. Makarna de Shàrengrad är begravda på Lomma gamla kapellkyrkogård.